# Râul Crucea, Glodul Mare
Râul Crucea este un curs de apă, afluent al râului Glodul Mare. 

## Hărți
- Harta Parcului Vânători-Neamț